# Eucithara capillata
Eucithara capillata é uma espécie de gastrópode do gênero Eucithara, pertencente à família Mangeliidae.